# Susan Alamo
Susan Alamo (Geburtsname: Edith Opal Horn; * 25. April 1925 in Dyer, Arkansas; † 8. April 1982 in Tulsa, Oklahoma) war eine US-amerikanische Predigerin der Pfingstbewegung und Evangelistin in Fernseh- und Radiosendungen. 1969 gründete sie mit ihrem Ehemann Tony Alamo die Alamo Christian Foundation, eine US-amerikanische Sekte sowie homophobische Hassgruppe.

## Leben

### Kindheit, Ehen und Gründung derAlamo Christian Foundation
Susan Alamo, die als Edith Opal Horn als Tochter von Edward Horn und Geneva McAlster geboren wurde, konvertierte als Kind vom Judentum zum evangelischen Protestantismus. Nach dem Besuch der High School und einer frühen und zugleich kurzen Ehe mit Tom Brown zog sie nach Hollywood, um eine Karriere als Schauspielerin zu versuchen. Dort lernte sie Solomon Lipowitz kennen und heiratete ihn um 1940. Aus dieser Ehe ging eine Tochter namens Christhaon Susan hervor. Diese Ehe endete offiziell 1966, obwohl sich das Paar einige Zeit zuvor getrennt hatte. Als Susan Lipowitz arbeitete sie sporadisch als Schauspielerin, reiste aber meist mit ihrer Tochter als evangelische Pastorin und Zeltmissionarin durchs Land. 1965, als sie als Straßenevangelistin in Hollywood arbeitete, traf sie Tony Alamo, der am 20. September 1934 als Bernie Lazar Hoffman geboren wurde und als Talentförderer im Musikgeschäft tätig war. Sie konvertierte Alamo, der ebenfalls als Jude geboren wurde, bald zu ihrem Protestantismus, und sie heirateten 1966, einmal in Tijuana und zweimal in Las Vegas, um „dreifach sicher“ (triple sure) zu sein, zumal es für beide die dritte Ehe war.
Die Eheleute Alamo entwickelten eine Straßenarbeit entlang des Sunset Strip unter den damals als „Jesus-People“ bekannten Bevölkerungsgruppen, jungen Hippies, Drogenabhängigen sowie Aussteigern, und gründeten 1966 die Tony and Susan Alamo Christian Foundation, eine Pfingstgemeinde, deren Mitglieder den Glauben an die Autorität der King-James-Bibel bekundeten. Außerdem erwarteten die Mitglieder eine persönliche Erfahrung des Heiligen Geistes und hielten sich an eine strenge moralische Ordnung, die Drogen, Ehebruch, Homosexualität und Schwangerschaftsabbrüche verbot. Während die Predigt der Kirche in Ton und Botschaft pfingstlich war, funktionierte sie eher wie ein Sekte, da die Befehle der Führer Gesetz waren und ihre Interpretationen der Bibel als Wahrheit akzeptiert wurden. 1969 zog die Gemeinde von Los Angeles in das ländlichere Sargus, wo ein Gemeindegelände errichtet wurde. Das Gelände bestand schließlich aus 64 Hektar Land, auf dem die Mitglieder landwirtschaftliche Arbeiten verrichteten. 1970 zählte die Kirche 200 Mitglieder, meist unzufriedene Aussteiger aus der Mittelschicht. Im Jahr 1976 verlegte Susan Alamo inmitten rechtlicher Fragen des Staates Kalifornien über Meinungsverschiedenheiten mit Stadtbewohnern den Hauptsitz der Stiftung auf ein Land, das sie im ländlichen Crawford County in der Nähe der Stadt Alma und ihrer Heimatstadt Dyer erworben hatte. In der Folge gründete sie viele stiftungseigene Unternehmen, darunter Tankstellen, Restaurants, Druckereien und Lebensmittelgeschäfte, in denen ihre Anhänger weitgehend ohne Bezahlung arbeiteten. Die Organisation wurde Ende der 1970er Jahre um Hörfunksendungen und einen syndizierten religiösen Fernsehdienst erweitert. In der „The Tony and Susan Alamo Show“ sang Tony und Susan predigte und verkaufte Tonys Alben. Daneben wurde eine Reihe von Tochterkirchen in anderen Städten der USA wie Nashville, Chicago, New York City und Miami gegründet. In Zusammenarbeit mit der Kirche in Nashville verkaufte ein gehobenes Bekleidungsgeschäft auffällige Jacken, die von Tony Alamo entworfen wurden.

### Brustkrebserkrankung, Tod und Niedergang derAlamo Christian Foundation
Mitte der 1970er Jahre erkrankte Susan Alamo an Brustkrebs. Sie sprach von sich selbst als „Magd Gottes“ (handmaiden of God) und versuchte, die Aufmerksamkeit auf die Alamo Christian Foundation zu lenken, indem sie „ein Wunder vollbrachte“ (creating a miracle), das heißt, indem sie die ihr von Gott gegebene Kraft nutzte, um sich selbst von Krebs zu heilen und dadurch ihre Botschaft in die Welt zu tragen. Das Wunder manifestierte sich jedoch nicht und sie starb am 8. April 1982 im City of Faith Hospital, einer Tochtergesellschaft der Oral Roberts University, in Tulsa an der Krankheit. Ihr Leichnam wurde zurück auf das Gelände der Kirche in Alma gebracht, woraufhin vier Tage später in der Kirche in Dyer ein streng bewachter Gedenkgottesdienst stattfand. Ihr Tod im Alter von 56 Jahren schockierte die Mitglieder der Sekte und erschütterte ihr Vertrauen sowohl in die Stiftung als auch in die Führung. Alamo war sowohl das theologische Rückgrat als auch der stabilisierende Einfluss in der Stiftung gewesen, da sie es verstand, die Anhänger zu kontrollieren, ohne sie zu weit zu drängen. Sie war auch die Hauptpredigerin gewesen und hatte die biblische Autorität inne, die notwendig war, um den christlichen Pfingstcharakter der Gruppe aufrechtzuerhalten. Ein Großteil ihrer Bekanntheit erlangte sie nach ihrem Tod infolge einer Reihe von Ereignissen im Zusammenhang mit dem späteren Niedergang der Stiftung und dem unberechenbaren Verhalten ihres Mannes.
Tony Alamo ließ den Leichnam seiner Frau einbalsamieren und in eine Sakristei legen, wo Anhänger 24 Stunden lang ununterbrochen Gebetswachen in Übereinstimmung mit seinem Glauben hielten: „Wenn jemand alle seine Werke im Namen Christi tut, alle von seinen Werken, wird Gott sie ehren und die Toten auferwecken“ (If anybody is doing all his works in the name of Christ, all of his works, God will honor them and he will raise the dead). Insider behaupteten, solange Tony ihren Körper habe, würden die Mitglieder das Gefühl haben, dass er auch ihre Macht habe. Nach etwa einem Jahr, in dem er behauptete, ein Programm für unverheiratete Mütter zu organisieren, gab Tony Alamo bekannt, dass er eine Vision von Gott erhalten hatte, die darauf hinwies, dass Susan nicht wieder zum Leben erweckt werden würde. Ihr Körper wurde in ein Mausoleum auf dem Alma-Gelände gelegt und Tony Alamo heiratete erneut. Seine vierte Ehefrau war eine schwedische Modedesignerin, die kein Mitglied der Alamo Christian Foundation war.

### Straftaten und Anklagen gegen Tony Alamo
Auch nach dem Tod von Susan Alamo hat die Stiftung ihren Fokus und ihre Aktivitäten erheblich verlagert. Die Music Square Church, die 1981 gegründet wurde, hatte 1982 die Tony and Susan Alamo Christian Foundation ersetzt. 1984 verschärfte sich die Kontroverse um die Stiftung, angeheizt von Verwandten von Konvertiten, die argumentierten, die Organisation sei eine Sekte. Insbesondere gab es Vorwürfe von der Anti-Defamation League (ADL) von B’nai B’rith hauptsächlich als Reaktion auf die Missionierung der Gruppe unter Juden, während von der katholischen Kirche Reaktionen auf die zahlreichen antikatholischen Traktate und Flugblätter kamen, die Stiftungsmitglieder auf Parkplätzen im ganzen Land verteilten. Diese Flugblätter beschuldigten den Vatikan mit angeblichen Verbindungen zur US-Regierung, den „internationalen Bankiers“ und den Medien, die Ermordung von US-Präsident John F. Kennedy angeordnet und das gesamte organisierte Verbrechen und den internationalen Terrorismus kontrolliert zu haben. 1985 widerrief die Bundessteuerbehörde IRS (Internal Revenue Service) den Steuerbefreiungsstatus der Stiftung wegen Gemeinnützigkeit und begann mit der Untersuchung ihres Versäumnisses, Lohnsteuern für Privatpersonen, Unternehmen und Bundesangestellte zu zahlen.
Tony Alamo tauchte 1988 unter, nachdem er in Kalifornien in einem Fall wegen sexuellen Missbrauchs von Kindern angeklagt worden war, weswegen er 1989 zu einem der zehn meistgesuchten Bundesflüchtigen (FBI Ten Most Wanted Fugitives) erklärt wurde. In diesem Jahr änderte sich der Name der Kirche erneut in Holy Alamo Christian Church Consecrated. Der IRS beschlagnahmte 1990 das Eigentum der Stiftung in Nashville und einige in Arkansas und begann im Februar 1991 mit der Versteigerung. In der Nacht nach der Razzia und Beschlagnahme des Alma-Geländes am 13. Februar 1991 wurde festgestellt, dass das Mausoleum und Susans Körper entfernt worden waren. Tony Alamo hat abwechselnd jede Kenntnis davon bestritten oder behauptet, dass er nichts gestohlen hat, weil der Körper seiner Frau rechtmäßig ihm gehört. Schließlich wurde Alamo 1991 in Tampa verhaftet und wegen Steuerhinterziehung zu sechs Jahren Haft in einem Bundesgefängnis verurteilt. Gerichtsakten zufolge hatte er seit Anfang 1993 acht seiner Anhänger „verheiratet“, darunter Minderjährige und Frauen, die bereits legal verheiratet waren. Obwohl die Gemeinde kleiner als zuvor war, blieb sie in Alma aktiv. Tony Alamo verstarb am 2. Mai 2017. Die Leiche von Susan Alamo wurde bislang nicht gefunden.

## Hintergrundliteratur
- Robert S. Ellwood, Jr.: One Way: The Jesus Movement and Its Meaning, 1973
- Yehuda Hilewitz: The Alamo Story, Bulletin der Anti-Defamation League (ADL), Dezember 1984, S. 10–12
- We’re Your Neighbor, Pamphlet der Alamo Christian Foundation, 1987
- David Alexander: Remember the Alamos, in: The Humanist, Januar/Februar 1990, S. 43–44
- Ruth A. Tucker: Another Gospel. Cults, Alternative Religions, and the New Age Movement, 2004, ISBN 978-0-310-25937-4 (Onlineversion)
- Richard S. Drake: Ozark Mosaic. Adventures in Arkansas Alternative Journalism, 1990–2002, 2004, ISBN 978-0-595-30210-9 (Onlineversion)
- James A. Beverley: Nelson’s Illustrated Guide to Religions. A Comprehensive Introduction to the Religions of the World, 2009, ISBN 978-1-4185-7746-9 (Onlineversion)
- Greg Karber: Bobby Joe Burns, Gigsy and God. Stories from Earth, 2010, ISBN 978-1-4500-1581-3 (Onlineversion)
- Larry A. Nichols, George Mather, Alvin J. Schmidt: Encyclopedic Dictionary of Cults, Sects, and World Religions, 2010, ISBN 978-0-310-86606-0 (Onlineversion)
- Larry Eskridge: God’s Forever Family. The Jesus People Movement in America, 2013, ISBN 978-0-19-931523-9 (Onlineversion)
- Karl Keating: Catholicism and Fundamentalism. The Attack on „Romanism“ by „Bible Christians“, 2016, ISBN 978-1-68149-079-3 (Onlineversion)
- Debby Schriver: Whispering in the Daylight. The Children of Tony Alamo Christian Ministries and Their Journey to Freedom, 2018, ISBN 978-1-62190-386-4 (Onlineversion)
- Christhiaon Coie und Rob Schriver: Mama said. A daughter’s escape from the Alamo Christian Foundation, The University of Tennessee Press, 2022